# Климовский, Николай Афанасьевич
Николай Афанасьевич Климовский (1910—2006) — полковник Советской Армии, участник Великой Отечественной войны, Герой Советского Союза (1945).

## Биография
Николай Климовский родился 1 сентября 1910 года в селе Рассказово (ныне — Карасукский район Новосибирской области). После окончания семи классов школы он работал весовщиком конторы «Заготзерно» на станции Ромодан в Миргородском районе Полтавской области Украинской ССР. В октябре 1932 года Климовский был призван на службу в Рабоче-крестьянскую Красную Армию. В 1938 году он окончил курсы младших лейтенантов. Принимал участие в боях на озере Хасан. С апреля 1942 года — на фронтах Великой Отечественной войны. Принимал участие в боях на Сталинградском, 1-м и 2-м Украинском фронтах. Участвовал в Сталинградской и Курской битвах, освобождении Украинской и Молдавской ССР, Польши. Был ранен.
С февраля 1944 года Климовский был заместителем командира 7-го гвардейского воздушно-десантного артиллерийского полка 9-й гвардейской воздушной десантной дивизии 5-й гвардейской армии 1-го Украинского фронта, а после гибели командира этого полка занял его место. Отличился во время освобождения Польши.
12-25 января 1945 года Климовский огнём своего полка поддержал действия пехоты по прорыву немецкой обороны в районе населённого пункта Стопница в 16 километрах к востоку от города Буско-Здруй. 24 января полк переправился через Одер и принял активное участие в боях за населённый пункт Шургаст (ныне — Хрусьцина). Когда расчёт одного из орудий полка выбыл из строя, Климовский сам встал к орудию и подбил пять вражеских танков.
Указом Президиума Верховного Совета СССР от 27 июня 1945 года за «мужество и героизм, проявленные при форсировании Одера и удержании плацдарма на его западном берегу» гвардии майор Николай Климовский был удостоен высокого звания Героя Советского Союза с вручением ордена Ленина и медали «Золотая Звезда» за номером 7824.
После окончания войны Климовский продолжил службу в Советской Армии. В 1946 году он окончил Высшую офицерскую артиллерийскую школу, в 1954 году — Высшие курсы при Военной артиллерийской командной академии. В 1958 году в звании полковника Климовский был уволен в запас. Проживал сначала в Карасуке, где работал председателем горсовета, а с 1967 года — в Туле, где работал инженером по техническому надзору в одном из местных НИИ. Скончался 21 апреля 2006 года, похоронен в Туле.
Был также награждён тремя орденами Красного Знамени, орденами Александра Невского, Отечественной войны 1-й и 2-й степеней, двумя орденами Красной Звезды, рядом медалей.